# IC 4685
IC 4685 ist ein offener Sternhaufen vom Trumpler-Typ IV3pn im Sternbild Sagittarius, der eine scheinbare Helligkeit von 7,2 mag hat. Das Objekt wurde im August 1905 von Edward Emerson Barnard entdeckt.